# 김선태 (1971년)
김선태(한국 한자: 金善泰, 1971년 5월 29일 ~ )는 대한민국의 전 축구 선수이며, 포지션은 수비수였다.